# 1 ق م
العام 1 ق.م كان سنة بسيطة بدأت يوم الجمعة أو السبت في التقويم اليولياني (المصادر تختلف، انظر تقويم يولياني لمزيد من المعلومات) وسنة كبيسة بدأت يوم الخميس في التقويم اليولياني البروليبتي. وهو أيضًا عامًا كبيسًا بدأ يوم السبت في التقويم الجريجوري البروليبتي. في ذلك الوقت كانت تعرف باسم سنة استشارية لينيولس وبيزو. وقد استخدم عام 1 ق.م منذ العصور الوسطى المبكرة، عندما أصبح عصر تقويم أنو دوميني هو الأسلوب السائد في أوروبا لتسمية السنوات.

## أحداث

### حسب المكان

#### الإمبراطورية الرومانية
- أرسل أغسطس (إمبراطور) أسرة ربائبه غايوس قيصر as جيش قائد (رتبة عسكرية) للشرق وصنع معاهدة سلام مع Phraates V على جزيرة في نهر الفرات.
- كتب أوفيد Ars Amatoria.

#### الصين
- إمبراطور، Ai of Han توفى وتبعه ابن عمه Ping of Han، ولد في التاسعة من عمره. وانغ مانغ عين وصي العرش على يد الإمبراطورة العظمى Dowager Wang.
- الملك السابق Dong Xian انتحر.

### حسب الموضوع

#### الدين
- ميلاد المسيح (تاريخ الحمل المفترض في 25 مارس (آذار)، والولادة في 25 ديسمبر)، كما تم تعيينها من قبل ديونيسيوس إيكجيوس في كتابه أنو دوميني وفقًا لمعظم العلماء (استخدم ديونيسيوس كلمة «تجسد»، ولكن من غير المعروف ما إذا كان يقصد الحمل أو الولادة) [5][6] ومعظم العلماء في العصر الحديث لا يعتبرون حسابات ديونيسيوس موثوقًا بها، مفترضين وقوع الحدث في وقت سابق بعدة سنوات (انظر التسلسل الزمني ليسوع).[7]

## المواليد
- بطليموس الموريطني (توفى عام 40)

## الوفيات
- Dong Xian، a مملكة هان الصين رسميًا تحت إمرة r Emperor Ai of Han (ولد 23 ق.م)
- Emperor Ai of Han (ولد 27 ق.م)
- Empress Fu
- Empress Zhao Feiyan (ولد 32 ق.م)